# Fernand De Smeth
Fernand De Smeth (?, 1886. május 10. – ?, 20. század) Európa-bajnoki bronzérmes belga jégkorongozó.
Részt vett a legelső jégkorong-Európa-bajnokságon, az 1910-esen, ahol bronzérmes lett a belga válogatottal.